# باشگاه فوتبال بارکینگ
باشگاه فوتبال بارکینگ (به انگلیسی: Barking Football Club) یک باشگاه فوتبال در شهر بارکینگ، کشور انگلستان است که در سال ۱۸۸۰ میلادی تأسیس شده‌است.